# Legio III Italica

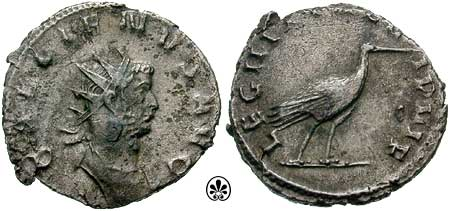
Un antoniniano emesso da Gallieno nel 260 per celebrare III Italica. Sul retro una cicogna, il simbolo della legione. Su questa moneta la III legione è detta VI Pia VI Fidelis, "sei volte pia, sei volte fedele".

La Legio III Italica fu una legione romana arruolata da Marco Aurelio attorno al 165, per la sua campagna contro la tribù dei Marcomanni. Il cognomen Italica suggerisce che fu costituita con lo scopo di difendere l'Italia. La legione era ancora attiva in Germania alla fine del IV secolo. L'emblema della legione era una cicogna.
Assieme alla II Italica e alla I Adiutrix, la III Italica fu dislocata nelle province danubiane fin dall'inizio, combattendo le invasioni delle province romane di Rezia e Norico da parte del Marcomanni. Nel 172 venne posizionata ad Eining (in seguito alle invasioni dei Catti di quegli anni), sul sito di un precedente forte ausiliario, mentre nel 179, costruiva il campo definitivo di Regina Castra, l'odierna  Ratisbona, progettato come postazione fortemente difensiva, come un castrum.
Nella guerra civile del 193, questa legione appoggiò Lucio Settimio Severo e lo aiutò a sconfiggere i suoi avversari; prima Didio Giuliano, quindi Pescennio Nigro e Clodio Albino. La sua lealtà venne estesa al successore di Severo, l'imperatore Caracalla, per il quale combatté nel 213 in una campagna contro gli Alemanni.
Come parte della potente armata danubiana, la III Italica prese parte alle frequenti lotte per il potere interno del III secolo. Per aver sostenuto l'imperatore Gallieno contro il suo rivale Postumo, la III Italica fu insignita del titolo VI Pia VI Fidelis prima e con quello VII Pia VII Fidelis (sette volte pia sette volte fedele). Il campo principale era ancora a Ratisbona, ma venne inclusa nella campagna del 273, comandata dall'imperatore Aureliano, contro la Regina Zenobia.
La legione viene ancora menzionata da fonti del tardo IV secolo nelle province danubiane.